# Порицы
По́рицы (фин. Poritsa) — деревня в Гатчинском муниципальном округе Ленинградской области.

## История
На «Топографической карте окрестностей Санкт-Петербурга» Военно-топографического депо Главного штаба 1817 года обозначена деревня Порица, состоящая из 13 дворов.
Деревня Порицы из 33 дворов упоминается на «Топографической карте окрестностей Санкт-Петербурга» Ф. Ф. Шуберта 1831 года.

ПОРИЦЫ — деревня принадлежит Самойловой, графине, число жителей по ревизии: 107 м. п., 98 ж. п. (1838 год)

На карте Ф. Ф. Шуберта 1844 года и карте С. С. Куторги 1852 года деревня обозначена как Порицы и состоит из 27 дворов.
На этнографической карте Санкт-Петербургской губернии П. И. Кёппена 1849 года она обозначена как деревня «Poritza», расположенная в ареале расселения савакотов. В пояснительном тексте к этнографической карте она записана как деревня Poritza (Порицы), а также указано количество её жителей на 1848 год: савакотов — 117 м. п., 113 ж. п., всего 230 человек.

ПОРИЦЫ — деревня Царскославянского удельного имения, по просёлочной дороге, число дворов — 37, число душ — 116 м. п. (1856 год)

Согласно «Топографической карте частей Санкт-Петербургской и Выборгской губерний» в 1860 году деревня называлась Пориц и насчитывала 37 крестьянских дворов.

ПОРИЦЫ — деревня удельная при речке Славянке, число дворов — 37, число жителей: 115 м. п., 107 ж. п. (1862 год)

В 1879 году деревня Пориц насчитывала 33 двора.

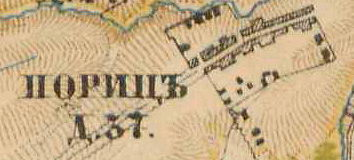
План деревни Порицы. 1885 год

В 1885 году, согласно карте окрестностей Петербурга, деревня Пориц также насчитывала 37 дворов. Сборник же Центрального статистического комитета описывал её так:

ПОРИЦЫ — деревня бывшая удельная при речке Славянке, дворов — 38, жителей — 148; лавка. (1885 год).

В конце XIX — начале XX века деревня административно относилась к Покровской волости 1-го стана Царскосельского уезда Санкт-Петербургской губернии. Население деревни было исключительно финским.
В 1904 году в деревне открылась школа. Учителем в ней работал В. Хяюхенен.
К 1913 году количество дворов в деревне увеличилось до 46.
В 1917 году в деревне Порицы вновь осталось 37 крестьянских дворов.
С 1917 по 1918 год деревня Порицы входила в состав Покровского сельсовета Покровской волости Детскосельского уезда.
С 1918 года в составе Порицко-Марьинского сельсовета Вениокской волости.
С 1919 года в составе Вениокско-Покровской волости.
С 1922 года в составе Порицко-Гамбаловского сельсовета.
С 1923 года в составе Слуцкой волости Гатчинского уезда.
С 1924 года вновь в составе Покровского сельсовета.
Согласно данным переписи населения СССР 1926 года деревня называлась Парицы, входила в состав Покровского сельсовета Слуцкой волости Троцкого уезда, население насчитывало 212 человек, почти все финны.
С 1927 года в составе Детскосельской волости, а затем Детскосельского района.
По административным данным 1933 года деревня называлась Парицы и входила в состав Покровского сельсовета Красногвардейского района.

План деревни Порицы. 1939 год

С 1939 года в составе Покровского сельсовета Слуцкого района. Согласно топографической карте 1939 года деревня насчитывала 53 двора.
В 1940 году население деревни Порицы составляло 530 человек.
C 1 августа 1941 года по 31 декабря 1943 года деревня находилась в оккупации.
С 1953 года в составе Гатчинского района.
В 1958 году население деревни Порицы составляло 236 человек.
С 1959 года в составе Антелевского сельсовета.
По данным 1966, 1973 и 1990 годов деревня Порицы также входила в состав Антелевского сельсовета.
В 1997 году в деревне проживали 95 человек, в 2002 году — 102 человека (русские — 76%), в 2007 году — 91.

## География
Деревня расположена в северо-восточной части района на автодороге 41К-010 (Красное Село — Гатчина — Павловск).
Расстояние до административного центра поселения, деревни Пудомяги — 5 км.
Расстояние до ближайшей железнодорожной станции Антропшино — 4,5 км.

## Демография
| 1862 | 2007 | 2010 | 2017 |
| ---- | ---- | ---- | ---- |
| 222  | ↘91  | ↗130 | ↗139 |

### Национальный состав
Согласно данным Всероссийской переписи населения 2021 года в деревне проживали 65 человек, из них:
 русские — 49, украинцы — 2, азербайджанцы — 1 человек, остальные национальность не указали.

## Фото

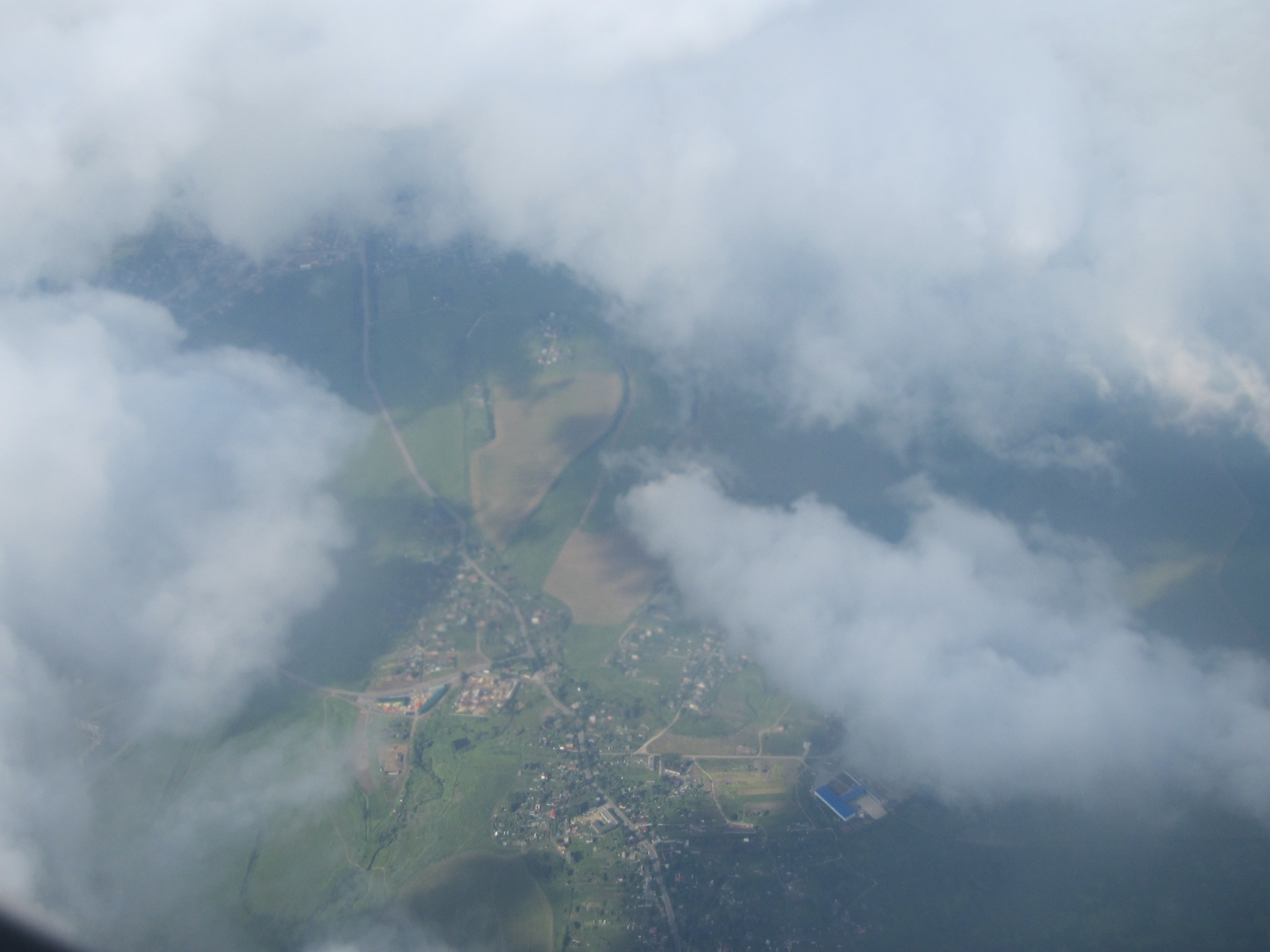
Вид на деревни Марьино, Порицы и Покровская. 2014 год

## Известные уроженцы
- Пёлля, Пекка Матвеевич (1940—1989) — советский писатель и поэт[32][33].

## Улицы
Ивовый переулок, Светлый переулок, Смородиновый переулок, Фермерский переулок, Яблоневый переулок.